# باکلان برانت
باکلان برانت (نام علمی: Phalacrocorax penicillatus) نام یک گونه از سرده باکلان‌های سیاه است.